# Theta Ceti
Theta Ceti ( θ Ceti, förkortat Theta Cet,  θ Cet) som är stjärnans Bayerbeteckning, är en ensam stjärna belägen i den mellersta delen av stjärnbilden Valfisken (stjärnbild). Den har en kombinerad skenbar magnitud på 3,60 och är synlig för blotta ögat där ljusföroreningar ej förekommer. Baserat på parallaxmätning inom Hipparcosuppdraget på ca 28,7 mas, beräknas den befinna sig på ett avstånd av ca 114 ljusår (ca 35 parsek) från solen. På det uppskattade avståndet minskar den skenbara magnituden med en skymningsfaktor på 0,10 beroende på interstellärt stoft.

## Nomenklatur
I stjärnkatalogen i Al Achsasi Al Mouakket-kalendern betecknades Theta Ceti med Thanih al Naamat ( تاني ألنعامة - taanii al na'āmāt), som översattes till latin som Secunda Struthionum, vilket betyder "den andra strutsen". Denna stjärna, tillsammans med η Cet (Deneb Algenubi), τ Cet (Thalath Al Naamat), ζ Cet (Baten Kaitos) och υ Cet, utgör Al Na'āmāt (ألنعمة), "strutshonorna".

## Egenskaper
Theta Ceti är en orange till röd jättestjärna av spektralklass K0 III, som har förbrukat vätet i dess kärna. Den genererar energi genom fusion av helium i sin kärna. Den har en uppskattad massa som är ca 1,8 gånger större än solens massa, en radie som är ca 10 gånger större än solens. Den utsänder från dess fotosfär ca 53 gånger mera energi än solen vid en effektiv temperatur på ca 4 660 K.